# Principato di Leonforte
Il Principato di Leonforte fu uno stato feudale esistito in Sicilia tra il XVII e il XIX secolo. Il suo territorio corrispondeva all'odierno comune di Leonforte, in provincia di Enna.

## Storia
Il castello di Tavi, situato a ridosso dell'omonima altura collinare, nell'area su cui anticamente sorgeva un villaggio di fondazione ellenica denominato Tavaca (Ταυαγα), nel Val di Noto, fu probabilmente edificato in epoca saracena, e nella guerra che vedeva opposti Arabi e Normanni, venne utilizzato come fortezza. I Normanni nel 1081 espugnarono la fortezza, e Ruggero I d'Altavilla, ancor prima di cacciare definitivamente gli Arabi dall'isola, nel 1087 la assegnò alla Diocesi di Troina.
Il castello sarebbe poi divenuto feudo con Ugo di Pucheuil, che passò in seguito ad altri illustri feudatari normanni, quali Ruggero di Tirone e Giordano Lupino. Altre fonti sostengono invece che dopo la soppressione della Diocesi di Troina, divenne dominio dell'Achimandrita di Messina, e che in seguito passò in possesso a Gualtieri Parisi verso il 1200. I Parisi, che furono fedeli agli Angioini quando costoro si impossessarono della Sicilia, dopo la loro cacciata dall'isola avvenuta a seguito delle Guerre del Vespro, e l'insediamento al trono del regno isolano da parte del principe Federico d'Aragona, divenuto Federico III di Sicilia, persero il proprio dominio sul castello di Tavi, che nel 1296 fu assegnato a Ruggero di Passaneto, fedele agli Aragonesi.
Il dominio feudale sul castello dei Passaneto si concluse dopo la morte del re Pietro II di Sicilia avvenuta nel 1348: i fratelli Matteo e Damiano Palizzi, denunciarono alla regina Eleonora d'Angiò il barone Ruggero II di Passaneto, con la falsa accusa di essersi appropriato dei beni confiscati a Francesco Ventimiglia, conte di Geraci; il Passaneto venne assediato nel suo castello di Lentini dal catalano Blasco d'Alagona, conte di Mistretta, e dopo essersi arreso, tutti i beni gli furono confiscati, e di conseguenza Tavi tornava al Regio Demanio. Nel 1353, Tavi divenne possesso del medesimo Conte di Mistretta.
Nel 1396, il re Martino I di Sicilia confiscò tutti i beni degli Alagona, tra cui il castello di Tavi, che apparteneva a Maria Alagona, figlia di Artale, per essersi il cugino Artale II Alagona ribellato al monarca aragonese. Il feudo venne in seguito concesso ad Antonio Ventimiglia, conte di Collesano, ma avendo costui organizzato una rivolta antiaragonese assieme a Bartolomeo d'Aragona, conte di Cammarata, gli venne confiscato, e il Re Martino il 10 gennaio 1397 investì del suo possesso Bernardo Berengario Perapertusa, barone di Favara. Nel 1483, Girolamo Perapertusa vendette il feudo a Pietro La Campo, il quale lo rivendette nel 1484 a Giovanni Ansalone, il cui figlio Guglielmo vendette nel 1487 a Elisabetta Gaetani Barresi, moglie di Blasco Alagona, signore di Palazzolo. Nel 1496, la Gaetani donò il feudo all'unica figlia Belladama, che fu moglie di Niccolò Melchiorre Branciforti, conte di Mazzarino, e la signoria sul castello di Tavi perveniva iure maritali in dote ai Branciforte.
I Conti di Mazzarino, con Nicolò Placido Branciforti, che si investì della signoria di Tavi il 26 aprile 1597, ebbero concessa la licenza a popolare il feudo di Tavi per privilegio dato dal re Filippo III di Spagna il 1º febbraio 1613, esecutoriato il 21 aprile 1614, per fondarvi il casale di Leonforte. Il Branciforte, con privilegio dato dal re Filippo IV di Spagna il 23 luglio 1622, esecutoriato il 10 ottobre dell'anno medesimo, ebbe concesso il titolo di I Principe di Leonforte.
Il ramo dei Branciforte dei Principi di Leonforte si estinse in linea maschile alla fine del XVII secolo, e per via matrimoniale il loro Stato passò in dote al ramo collaterale dei Principi di Scordia, e in seguito per via ereditaria a quello principale del casato dei Principi di Butera. Il Principato di Leonforte fu soppresso con l'abolizione del feudalesimo avvenuta nel Regno di Sicilia nel 1812, a seguito della promulgazione della Costituzione siciliana concessa dal re Ferdinando III di Borbone. Ultimo principe-feudatario fu Giuseppe Branciforte Natale, IX principe di Leonforte.
Il titolo di Principe di Leonforte passò per via ereditaria ai Lanza dei principi di Trabia, in cui si estinsero i Principi di Butera a inizio XIX secolo.

## Cronotassi dei Principi di Leonforte

### Periodo feudale
- Nicolò Placido Branciforti (1622-1661)
- Giuseppe Branciforti (1661-1698)
- Nicolò Placido II Branciforti (1698-1728)
- Ercole Branciforti Naselli (1728-1780)
- Giuseppe II Branciforti (1780-1806)
- Niccolò Placido III Branciforti (1806-1807)
- Emanuele Branciforti Valguarnera (1807-1808)
- Giuseppe III Branciforti Natale (1809-1812)

### Periodo post-feudale
- Giuseppe III Branciforti Natale (1812-?)
- Pietro Emanuele Lanza Branciforti (1843-1855)
- Giuseppe Lanza Branciforti Spinelli (1855-1868)
- Pietro Lanza Branciforti Galeotti (1868-1929)
- Ottavio Lanza Branciforti Galeotti (1929-1938)
- Francesco Giuseppe Lanza Branciforti Fardella (1938-1946)